# Ԙ
Ԙ, ԙ (лигатура ЯЕ) — буква расширенной кириллицы. Использовалась в мокшанском алфавите в начале XX века. Обозначала звукосочетание [jæ]. В современном мокшанском алфавите для этого звука используются буквы Э или Я.